# Біладакабальш
Біладакаба́льш (кат. Viladecavalls) - муніципалітет, розташований в Автономній області Каталонія, в Іспанії. Код муніципалітету за номенклатурою Інституту статистики Каталонії - 83008. Знаходиться у районі (кумарці) Бальєс-Уксідантал (коди району - 40 та VC) провінції Барселона, згідно з новою адміністративною реформою перебуватиме у складі Баґарії (округи) Барселона. 

## Населення
Населення міста (у 2007 р.) становить 7.079 осіб (з них менше 14 років - 19,6%, від 15 до 64 - 70,9%, понад 65 років - 9,6%). У 2006 р. народжуваність склала 57 осіб, смертність - 36 осіб, зареєстровано 32 шлюби. У 2001 р. активне населення становило 3.363 особи, з них безробітних - 237 осіб.

Серед осіб, які проживали на території міста у 2001 р., 4.682 народилися в Каталонії (з них 3.570 осіб у тому самому районі, або кумарці), 1.549 осіб приїхало з інших областей Іспанії, а 152 особи приїхали з-за кордону. 

Університетську освіту має 11% усього населення. 

У 2001 р. нараховувалося 1.946 домогосподарств (з них 7,8% складалися з однієї особи, 20,9% з двох осіб,27,9% з 3 осіб, 32,3% з 4 осіб, 8,7% з 5 осіб, 2,1% з 6 осіб, 0,3% з 7 осіб, 0,2% з 8 осіб і 0,1% з 9 і більше осіб).

Активне населення міста у 2001 р. працювало у таких сферах діяльності : у сільському господарстві - 0,5%, у промисловості - 32,4%, на будівництві - 10,8% і у сфері обслуговування - 56,2%. 

 У муніципалітеті або у власному районі (кумарці) працює 3.174 особи, поза районом - 2.604 особи.

### Безробіття
У 2007 р. нараховувалося 262 безробітних (у 2006 р. - 293 безробітних), з них чоловіки становили 35,1%, а жінки - 64,9%.

## Економіка

### Підприємства міста

#### Промислові підприємства
| \| Промислові підприємства міста, за сферою діяльності \| Промислові підприємства міста, за сферою діяльності \| Промислові підприємства міста, за сферою діяльності \| \| Рік \| 2002 р. \| 2001 р. \| \| --------------------------------------------------- \| --------------------------------------------------- \| --------------------------------------------------- \| \| Енергетичні та водні ресурси \| 0% \| 0% \| \| Хімія та метали \| 4,9% \| 6,7% \| \| Переробка металів \| 45,9% \| 43,3% \| \| Продукти харчування \| 6,6% \| 6,7% \| \| Текстиль \| 29,5% \| 30% \| \| Виробництво меблів, видання \| 8,2% \| 8,3% \| \| Інше \| 4,9% \| 5% \| \| Усього підприємств \| 61 \| 60 \| |         |         |
| Промислові підприємства міста, за сферою діяльності |         |         |
| Рік | 2002 р. | 2001 р. |
| Енергетичні та водні ресурси | 0%      | 0%      |
| Хімія та метали | 4,9%    | 6,7%    |
| Переробка металів | 45,9%   | 43,3%   |
| Продукти харчування | 6,6%    | 6,7%    |
| Текстиль | 29,5%   | 30%     |
| Виробництво меблів, видання | 8,2%    | 8,3%    |
| Інше | 4,9%    | 5%      |
| Усього підприємств | 61      | 60      |

#### Роздрібна торгівля
| \| Підприємства роздрібної торгівлі міста, за сферою діяльності \| Підприємства роздрібної торгівлі міста, за сферою діяльності \| Підприємства роздрібної торгівлі міста, за сферою діяльності \| \| Рік \| 2002 р. \| 2001 р. \| \| ------------------------------------------------------------ \| ------------------------------------------------------------ \| ------------------------------------------------------------ \| \| Продукти харчування \| 32,7% \| 32,7% \| \| Одяг та взуття \| 29,1% \| 30,9% \| \| Товари для дому \| 5,5% \| 9,1% \| \| Книги та періодичні видання \| 1,8% \| 1,8% \| \| Промислова хімічна продукція \| 9,1% \| 9,1% \| \| Продукція, пов'язана з транспортними засобами \| 7,3% \| 5,5% \| \| Інше \| 14,5% \| 10,9% \| \| Усього підприємств \| 55 \| 55 \| |         |         |
| Підприємства роздрібної торгівлі міста, за сферою діяльності |         |         |
| Рік | 2002 р. | 2001 р. |
| Продукти харчування | 32,7%   | 32,7%   |
| Одяг та взуття | 29,1%   | 30,9%   |
| Товари для дому | 5,5%    | 9,1%    |
| Книги та періодичні видання | 1,8%    | 1,8%    |
| Промислова хімічна продукція | 9,1%    | 9,1%    |
| Продукція, пов'язана з транспортними засобами | 7,3%    | 5,5%    |
| Інше | 14,5%   | 10,9%   |
| Усього підприємств | 55      | 55      |

#### Сфера послуг
| \| Підприємства міста, що працюють у сфері послуг, за діяльністю \| Підприємства міста, що працюють у сфері послуг, за діяльністю \| Підприємства міста, що працюють у сфері послуг, за діяльністю \| \| Рік \| 2002 р. \| 2001 р. \| \| ------------------------------------------------------------- \| ------------------------------------------------------------- \| ------------------------------------------------------------- \| \| Гуртова торгівля \| 16,8% \| 16,2% \| \| Готелі та готельний бізнес \| 10,6% \| 10,6% \| \| Транспорт та зв'язок \| 37,4% \| 35,8% \| \| Посередницькі фінансові послуги \| 2,2% \| 2,2% \| \| Послуги підприємствам \| 7,3% \| 7,8% \| \| Послуги фізичним особам \| 18,4% \| 18,4% \| \| Нерухомість та ін. \| 7,3% \| 8,9% \| \| Усього підприємств \| 179 \| 179 \| |         |         |
| Підприємства міста, що працюють у сфері послуг, за діяльністю |         |         |
| Рік | 2002 р. | 2001 р. |
| Гуртова торгівля | 16,8%   | 16,2%   |
| Готелі та готельний бізнес | 10,6%   | 10,6%   |
| Транспорт та зв'язок | 37,4%   | 35,8%   |
| Посередницькі фінансові послуги | 2,2%    | 2,2%    |
| Послуги підприємствам | 7,3%    | 7,8%    |
| Послуги фізичним особам | 18,4%   | 18,4%   |
| Нерухомість та ін. | 7,3%    | 8,9%    |
| Усього підприємств | 179     | 179     |

## Житловий фонд
У 2001 р. 1,7% усіх родин (домогосподарств) мали житло метражем до 59 м², 22,9% - від 60 до 89 м², 31,9% - від 90 до 119 м² і
43,5% - понад 120 м².

З усіх будівель у 2001 р. 49,9% було одноповерховими, 33,5% - двоповерховими, 15,2
% - триповерховими, 1,1% - чотириповерховими, 0,2% - п'ятиповерховими, 0% - шестиповерховими,
0% - семиповерховими, 0% - з вісьмома та більше поверхами.

## Автопарк
| \| Автомобілі, зареєстровані у місті, за призначенням \| Автомобілі, зареєстровані у місті, за призначенням \| Автомобілі, зареєстровані у місті, за призначенням \| \| Рік \| 2006 р. \| 2005 р. \| \| -------------------------------------------------- \| -------------------------------------------------- \| -------------------------------------------------- \| \| Приватні автомобілі \| 67,3% \| 67,9% \| \| Мотоцикли \| 9,3% \| 8,5% \| \| Вантажівки \| 18,4% \| 18,8% \| \| Трактори \| 0,6% \| 0,7% \| \| Автобуси та ін. \| 4,4% \| 4% \| \| Усього автомобілів \| 5.545 шт. \| 5.388 шт. \| |           |           |
| Автомобілі, зареєстровані у місті, за призначенням |           |           |
| Рік | 2006 р.   | 2005 р.   |
| Приватні автомобілі | 67,3%     | 67,9%     |
| Мотоцикли | 9,3%      | 8,5%      |
| Вантажівки | 18,4%     | 18,8%     |
| Трактори | 0,6%      | 0,7%      |
| Автобуси та ін. | 4,4%      | 4%        |
| Усього автомобілів | 5.545 шт. | 5.388 шт. |

## Вживання каталанської мови
У 2001 р. каталанську мову у місті розуміли 96,3% усього населення (у 1996 р. - 96,9%), вміли говорити нею 78,5% (у 1996 р. - 
78,8%), вміли читати 76,3% (у 1996 р. - 74,4%), вміли писати 53,3
% (у 1996 р. - 48,4%). Не розуміли каталанської мови 3,7%.

## Політичні уподобання
У виборах до Парламенту Каталонії у 2006 р. взяло участь 2.848 осіб (у 2003 р. - 3.144 особи). Голоси за політичні сили розподілилися таким чином:
| \| Вибори до Парламенту Каталонії \| Вибори до Парламенту Каталонії \| Вибори до Парламенту Каталонії \| \| Рік \| 2006 р. \| 2003 р. \| \| -------------------------------------- \| ------------------------------ \| ------------------------------ \| \| Конвергенція та Єднання (CiU) \| 32,6% \| 31% \| \| Соціалістична партія Каталонії (PSC) \| 27% \| 31,3% \| \| Народна партія (PP) \| 8,8% \| 11,4% \| \| Ініціатива за зелену Каталонію (IC) \| 11,6% \| 8,8% \| \| Республіканська лівиця Каталонії (ERC) \| 13,7% \| 15,7% \| \| Громадянська партія (C's) \| 2,7% \| 0% \| \| Інші \| 3,6% \| 1,7% \| |         |         |
| Вибори до Парламенту Каталонії |         |         |
| Рік | 2006 р. | 2003 р. |
| Конвергенція та Єднання (CiU) | 32,6%   | 31%     |
| Соціалістична партія Каталонії (PSC) | 27%     | 31,3%   |
| Народна партія (PP) | 8,8%    | 11,4%   |
| Ініціатива за зелену Каталонію (IC) | 11,6%   | 8,8%    |
| Республіканська лівиця Каталонії (ERC) | 13,7%   | 15,7%   |
| Громадянська партія (C's) | 2,7%    | 0%      |
| Інші | 3,6%    | 1,7%    |

У муніципальних виборах у 2007 р. взяло участь 3.087 осіб (у 2003 р. - 3.194 особи). Голоси за політичні сили розподілилися таким чином:
| \| Муніципальні вибори \| Муніципальні вибори \| Муніципальні вибори \| \| Рік \| 2007 р. \| 2003 р. \| \| -------------------------------------- \| ------------------- \| ------------------- \| \| Конвергенція та Єднання (CiU) \| 42,4% \| 38% \| \| Соціалістична партія Каталонії (PSC) \| 16,3% \| 20,4% \| \| Народна партія (PP) \| 5,2% \| 10,2% \| \| Ініціатива за зелену Каталонію (IC) \| 12,3% \| 13,9% \| \| Республіканська лівиця Каталонії (ERC) \| 13,3% \| 17,5% \| \| Громадянська партія (C's) \| 0% \| 0% \| \| Інші \| 10,5% \| 0% \| |         |         |
| Муніципальні вибори |         |         |
| Рік | 2007 р. | 2003 р. |
| Конвергенція та Єднання (CiU) | 42,4%   | 38%     |
| Соціалістична партія Каталонії (PSC) | 16,3%   | 20,4%   |
| Народна партія (PP) | 5,2%    | 10,2%   |
| Ініціатива за зелену Каталонію (IC) | 12,3%   | 13,9%   |
| Республіканська лівиця Каталонії (ERC) | 13,3%   | 17,5%   |
| Громадянська партія (C's) | 0%      | 0%      |
| Інші | 10,5%   | 0%      |